# Station Jastrzębie Zdrój Szotkowice
Station Jastrzębie Zdrój Szotkowice was een spoorwegstation aan de voormalige spoorlijn 159 in de Poolse plaats Jastrzębie-Zdrój.